# Francesco Peretti di Montalto

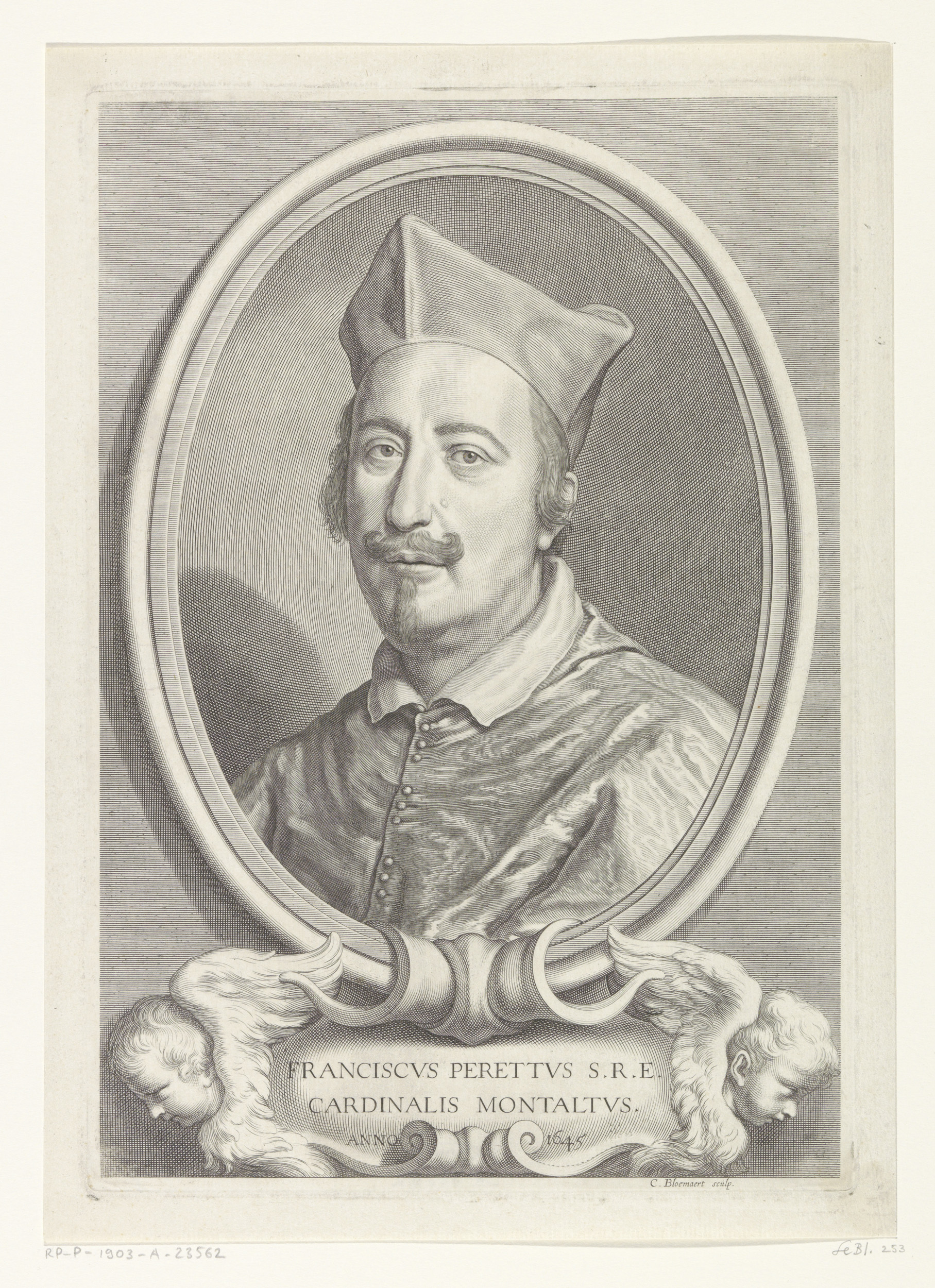
Kardinal Francesco Peretti di Montalto, Porträt von Cornelis Bloemaert II

Francesco Peretti di Montalto, II. Fürst von Venafro, auch unter dem Nachnamen Damasceni Peretti bekannt (* 1595 in Rom; † 4. Mai 1655 ebenda), war ein italienischer  Kardinal und Erzbischof.

## Leben
Er stammte aus einer adligen Familie und war römischer Fürst, Fürst von Venafro, Patrizier von Venedig, Marchese von San Martino, Graf von Celano, Baron von Pescina, Herr von San Rufino, San Benedetto dei Marsi, Aschi, Cocullo, Venere, Cerchio, Lecce dei Marsi, Gioia dei Marsi, Bisegna, San Sebastiano, Sperone, Ortucchio, Torrimpietra, Palidoro, Tor Lupara und Mentana. Er war der letzte männliche Nachkomme der Familie von Papst Sixtus V. (Bruder seiner Urgroßmutter) und Sohn von Fürst Michele Damasceni Peretti, I. Fürst von Venafro und dessen erster Frau, der Mailänder Adeligen Margherita Cavazzi della Somaglia.

Kardinalswappen (modernes Schema)

Um den Fortbestand der Familie zu sichern, drängte ihn sein Vater zu einer Heirat im römischen Adel. Francesco wählte Prinzessin Cesi zu seiner zukünftigen Frau, aber als er sie seinem Vater vorstellte, verliebte sich dieser, der kurz zuvor verwitwet war, in sie und beschloss sie zu heiraten. Entmutigt und enttäuscht lief Francesco von zu Hause weg und begab sich auf eine lange Reise. Da er das Gerede von der Ehe nicht mehr hören wollte, entschied er sich später für eine kirchliche Laufbahn.
Am 16. Dezember 1641 wurde er von Papst Urban VIII. zum Kardinal erhoben. Am 10. Februar des folgenden Jahres erhielt er die Titelkirche San Girolamo dei Croati, mit der auch sein Onkel Alessandro Peretti 1585 seine kirchliche Karriere begonnen hatte. Am 30. Mai 1650 wurde er zum Erzbischof von Monreale erwählt. Die Bischofsweihe spendete ihm am 7. Juni desselben Jahres in der päpstlichen Kapelle im Quirinalpalast Papst Innozenz X.; Mitkonsekratoren waren der Kardinalbischof von Ostia Marcello Lante della Rovere und Giulio Roma, Kardinalbischof von Porto e Santa Rufina. Vom 8. Januar 1653 bis zum 12. Januar 1654 war Francesco Peretti di Montalto Kämmerer des Heiligen Kardinalskollegiums. Er nahm an den Konklaven von 1644 und 1655 teil, die Innozenz X. und Alexander VII. wählten.
Francesco Peretti di Montalto starb am 4. Mai 1655, um 5 Uhr morgens, in seinem römischen Palast bei der Kirche San Lorenzo in Lucina. Er wurde am 7. Mai desselben Jahres in der von Sixtus V. erbauten Kapelle in der Basilika Santa Maria Maggiore beigesetzt.